# Istorija Libije
Libijska istorija obuhvata bogatu mešavinu etničkih grupa dodanih autohtonim berberskim plemenima. Berberi su prisutni u čitavoj istoriji zemlje. Veći deo svoje istorije, Libija je bila podvrgnuta različitim stepenima spoljne kontrole, iz Evrope, Azije i Afrike. Savremena istorija nezavisne Libije počela je 1951. godine.
Istorija Libija se sastoji od šest različitih razdoblja: drevna Libija, rimsko doba, islamsko doba, otomanska vladavina, italijanska vladavina i moderno doba.

## Praistorijska i Berberska Libija
Pre nekoliko desetina hiljada godina, pustinja Sahara, koja sada pokriva oko 90% Libije, je bujala zelenilom. U njoj je bilo jezera, šuma, raznolike divljači, i imala je umerenu mediteransku klimu. Arheološki dokazi govore da su obalsku ravnicu naseljavali neolitski narodi već od 8000. godine p. n. e.. Ove narode je možda privukla klima, koja je omogućila da njihova kultura raste. Oni su živeli od pripitomljavanja stoke i uzgoja useva.
Slike na stenama Vadi Matendousa i planinskog regiona Tadrart Akakus najbolji su izvori podataka o praistorijskoj Libiji i pastoralističkoj kulturi koja se tu nastanila. Slike otkrivaju da je Libijska Sahara sadržavala reke, travnate visoravni i obilje divljih životinja kao što su žirafe, slonovi i krokodili.
Početkom Piorske oscilacije intenzivna aridifikacija je dovela do toga da se „zelena Sahara” brzo transformisala u Saharsku pustinju. Osipanje u Africi od atlantske obale do oaze Siva u Egiptu je usledilo, usled klimatskih promena koje su prouzrokovale sve veću dezertifikaciju.
Pretpostavlja se da su se afro-azijski preci Berberskog naroda proširili na to područje u kasnom bronzanom dobu. Najranije poznato ime takvog plemena je Garamantes sa sedištem u Germi. Garamantesi su bili saharski narodi berberskog porekla koji su koristili složeni podzemni sistem za navodnjavanje. Oni su verovatno bili prisutni kao plemenski narodi u Fezanu do oko 1000 godine pne, i bili su lokalna sila u Sahari između 500. p. n. e. i 500 godine. U vreme kontakta sa Fenićanima, prvom semitskom civilizacijom koja je pristigla u Libiju sa istoka, Lebu, Garamantes, Berberi i druga plemena koja su živela u Sahari, već su bila dobro uspostavljena.

## Feničanska i grčka Libija
Feničani su bili prvi koji su osnovali trgovačke postaje u Libiji, kada su trgovci iz Tira (u današnjem Libanu) razvili trgovinske odnose sa Berberskim plemenima i sklapali ugovore sa njima kako bi osigurali njihovu saradnju u eksploataciji sirovina. Do 5. veka p. n. e., najveća feničanska kolonija, Kartagina, proširila je svoju hegemoniju širom većeg dela Severne Afrike, gde je nastala karakteristična civilizacija, poznata kao punska. Punska naselja na libijskoj obali uključuju Oea (kasnije Tripoli), Libdah (kasnije Leptis Magna) i Sabrata. Ti su se gradovi nalazili na području koje se kasnije zvalo Tripolis, ili „Tri grada”, od čega i moderna prestonica Libije Tripoli nosi svoje ime.
Godine 630. p. n. e., stari Grci su kolonizovali istočnu Libiju i osnovali grad Kirena.  U roku od 200 godina osnovana su još četiri važna grčka grada na području koje je postalo poznato kao Kirenajka: Barka (kasnije Marj); Euhesperid (kasnije Berenis, današnji Bengazi); Taučeira (kasnije Arsinoe, današnja Tokra); Balagrae (kasnije Baida i Beda Litorija pod italijanskom okupacijom, današnja El Baida); i Apolonija (kasnije Susa), luka Kirene. Zajedno sa Kirenom, bili su poznati pod nazivom Pentapolis (Pet gradova). Kirena je postala jedno od najvećih intelektualnih i umetničkih središta grčkog sveta, bila je poznata i po svojoj medicinskoj školi, učenim akademijama i arhitekturi. Grci Pentapolisa odolevali su napadima drevnih Egipćana sa Istoka, kao i Kartaginjana sa Zapada.

## Literatura
- Bruce St John, Ronald (2006). Historical dictionary of Libya. Lanham, Md.: Scarecrow Press. ISBN 0-8108-5303-5.
- Chapin Metz, Hellen (1987). Libya: A Country Study. Washington: GPO for the Library of Congress.
- Nelson, Harold D.; Nyrop, Richard F. (1987). Libya: A Country Study. Library of Congress Country Studies. Washington, D.C.: United States Government Printing Office. OCLC 5676518.
- Wright, John L. (1969). Nations of the Modern World: Libya. Ernest Benn Ltd.
- Bertarelli, L.V. (1929). Guida d'Italia (на језику: Italian). XVII. Milano: Consociazione Turistica Italiana.
- Tuccimei, Ercole (1999), La Banca d'Italia in Africa, Foreword by Arnaldo Mauri, Laterza, Bari.
- Polybius, The Histories, Cambridge: translated from the Latin by W.R. Paton for Harvard University Press from 1922 to 1927
- Polybius, „Rome at the End of the Punic Wars”, History, Book VI, Milwaukee: translated from the Latin by Oliver J. Thatcher for University Research Extension Co. in 1907, Архивирано из оригинала 05. 02. 2007. г., Приступљено 16. 11. 2022
- Ernest Babelon, (1896). Carthage., Paris .
- Auguste Audollent, (1901). Carthage Romaine, 146 avant Jésus-Christ — 698 après Jésus-Christ., Paris .
- Charles-Picard, Gibert;  . (1958), La vie quotidienne à Carthage au temps d'Hannibal [Daily Life in Carthage in the Time of Hannibal], Paris: Hachette
- Bath, Tony (1981), Hannibal's Campaigns, New York: Barnes & Noble Books
- Aubet, Maria Eugenia (1987), The Phoenicians and the West: Politics, Colonies, and Trade, Cambridge: Cambridge University Press
- Soren, David;  . (1990), Carthage: Uncovering the Mysteries and Splendors of Ancient Tunisia, New York: Simon & Schuster
- Beschaouch, Azedine (1993), La légende de Carthage [The Legend of Carthage], Découvertes Gallimard, 172, Paris: Gallimard
- Raven, S. (2002), Rome in Africa, 3rd ed.
- Lipinski, Edward (2004), Itineraria Phoenicia, Leuven: Uitgeverij Peeters en Department Oosterse Studies
- Winterer, Caroline (2010). Caroline Winterer (2010). „Model Empire, Lost City: Ancient Carthage and the Science of Politics in Revolutionary America”. The William and Mary Quarterly. 67 (1): 3—30. JSTOR 10.5309/willmaryquar.67.1.3. doi:10.5309/willmaryquar.67.1.3.
- Freed, J. (2011), Bringing Carthage Home: The Excavations of Nathan Davis, 1856–1859
- Miles, Richard (2011), Carthage Must Be Destroyed: The Rise and Fall of an Ancient Civilization, Viking
- Li, Hansong (2022). Li, Hansong (23. 5. 2022). „Locating Mobile Sovereignty: Carthage in Natural Jurisprudence”. History of Political Thought. 43 (2): 246—272.
- Aubet, Maria Eugenia (2001). The Phoenicians and the West: Politics, Colonies and Trade. Превод: Turton, Mary. Cambridge University Press. ISBN 978-0-521-79543-2.. See „Review by Roger Wright”. Bryn Mawr Classical Review. Архивирано из оригинала 22. 5. 2018. г., University of Liverpool.
- Bondi, S. F. 1988. "The Course of History." In The Phoenicians, edited by Sabatino Moscati, 38–45. Milan: Gruppo Editoriale Fabbri.
- Brandon, S.G.F., ур. (1970). Dictionary of Comparative Religion. New York City: Charles Scribner’s Son. ISBN 9780684310091.
- Charles-Picard, Gilbert; Picard, Colette (1968). The Life and Death of Carthage. New York City: Taplinger. (Original French ed.: Vie et mort de Carthage Paris: Hatchette 1968)
- Coulmas, Florian (1996). The Blackwell Encyclopedia of Writing Systems. Oxford: Blackwell. ISBN 978-0-631-21481-6.
- Cross, Frank M. (1973). Canaanite Myth and Hebrew Epic. Harvard University Press. ISBN 9780674091764.
- Cunliffe, Barry (2008). Europe Between the Oceans; 9000 BC-AD 1000. New Haven, CT: Yale University Press. ISBN 9780300119237.
- Elayi, J. 2013. Histoire de la Phénicie. Paris: Perrin
- Gaster, Theodor H. (1965). „The Religion of the Canaanites”.  Ур.: Ferm, Vergilius. Ancient Religions. New York City: Citadel Pres. (Original ed.: Philosophical Library 1950)
- Harden, Donald (1962). The Phoenicians. New York, NY: Frederick A. Praeger.
- Jigoulov, Vadim S. (2021). The Phoenicians: Lost Civilizations. London: Reaktion Books. ISBN 978-1-789-14478-9.
- Lancel, Serge (1995). Carthage. A History. Oxford: Blackwell. ISBN 9781557864680. (Original ed. in French: Carthage. Paris: Librairie Artheme Fayard 1992)
- Markoe, Glenn E. (2000). Peoples of the Past: Phoenicians. Berkeley, CA: University of California Press. ISBN 978-0-520-22614-2.
- Moscati, Sabatino (1957). Ancient Semitic Civilizations. London, England: Elek Books.
- Moscati, Sabatino (1965). The World of the Phoenicians. New York, NY: Frederick A. Praeger.
- Quinn, Josephine Crawley (2017). In Search of the Phoenicians. Princeton University Press. ISBN 978-1-4008-8911-2.
- Rawlinson, George (1889). The History of Phoenicia.
- W. Röllig (1995), Phoenician and the Phoenicians in the context of the Ancient Near East, in S. Moscati (ed.), I Fenici ieri oggi domani : ricerche, scoperte, progetti, Roma, p. 203-214
- Smith, W. Robertson (1956) [A. & C. Black, Edinburgh, 1889]. Lectures on the Religion of the Semites. New York: Meridian Library.
- Soren, David; Khader, Aicha B.; Slim, Hedi (1990). Carthage. New York, NY: Simon & Schuster. ISBN 9780671669027.
- Warmington, Brian H. (1964). Carthage. Penguin (original ed.:Robert Hale 1960).
- Carayon, Nicolas,. Les ports phéniciens et puniques (PDF)., PhD Thesis, 2008, Strasbourg, France.
- Cerqueiro, Daniel,. Las Naves de Tarshis o quiénes fueron los Fenicios., Buenos Aires, Ed. Peq. Venecia,
- Cioffi, Robert L., "A Palm Tree, a Colour and a Mythical Bird" (review of Josephine Quinn, In Search of the Phoenicians, Princeton, 2017, 360 pp.,  978 0 691 17527 0),  London Review of Books. 41 (1): 15—16. 3. 1. 2019. Недостаје или је празан параметар |title= (помоћ),.
- Thiollet, Jean-Pierre, Je m'appelle Byblos, foreword by Guy Gay-Para, H & D, Paris, Thiollet, Jean-Pierre (2005). Je m'appelle Byblos. Éditions H & D. ISBN 2-914266-04-9.
- Todd, Malcolm; Andrew Fleming (1987). The South West to AD 1,000 (Regional history of England series No.:8). Harlow, Essex: Longman. ISBN 978-0-582-49274-5.. for a critical examination of the evidence of Phoenician trade with the South West of the U.K.
- Silva, Diógenes. "La literatura sobre fenicios en el territorio brasileño: orígenes y razones", PhD Thesis, Madrid - 2016. Available in https://eprints.ucm.es/39468/

## Spoljašnje veze
- -author= -